# Ортон, Джо
Джон Ки́нгсли «Джо» О́ртон (англ. John Kingsley ("Joe") Orton, 1 января 1933 — 9 августа 1967) — английский писатель, сценарист, драматург, театральный актёр, романист.

## Биография
Родился 1 января 1933 года в Лестере. Семья жила на скромные средства, которые получал его отец Уильям Ортон, работая в качестве садовника и разнорабочего в городском совете. Мать Элси Ортон работала на местной фабрике, а потом была вынуждена бросить работу, заболев туберкулезом. Ортон был самым старшим из четырех детей (у него был брат Дуглас и две сестры, Мэрилин и Леони) и, хотя на него возлагали большие надежды, после нескольких лет в начальной школе на Мэрриотс-роуд родителям стало очевидно, что особыми талантами он не обладает. Учёбе также сильно мешала хроническая астма.
Ортон провалил ключевой экзамен в старшую школу, и родители отправили его на секретарские курсы в колледж Кларка. После его окончания, два года спустя, в 1947 году, он начал работать младшим клерком за 3 фунта в неделю, выполняя довольно унылые поручения. Ища что-то, что могло развлечь его за пределами ежедневной офисной работы, Ортон начал принимать участие в любительских постановках Лестерского драматического общества. Актёрство поглотило его, и он стал проводить большинство вечеров, репетируя и выступая для множества различных любительских драматических обществ. Желая улучшить своё актёрское мастерство, он начал заниматься физкультурой, самообразованием, а также ораторским искусством и дикцией, чтобы избавиться от акцента. В ноябре 1950 года Ортон получает стипендию престижной Королевской академии драматического искусства (RADA). Начало учёбы пришлось отложить до мая 1951 года из-за приступа аппендицита.
В первые дни в академии Ортон знакомится с Кеннетом Халливеллом. Старше на несколько лет большинства других студентов, Халливелл был своего рода изгоем, но это не остановило Ортона:  став любовником Кеннета, он скоро переехал в его маленькую квартирку.
После выпуска из академии оба приятеля работали в различных провинциальных театрах на небольших должностях. Совместно они решили возвратиться в Лондон, чтобы заняться литературным трудом. При этом Ортон решил изменить своё имя с «Джона» на «Джо», чтобы его не путали с популярным драматургом Джоном Осборном. Какое-то время Ортон и Халливелл пытались работать над романами вместе, но зарабатывать таким образом не удавалось, и пара в основном жила на сбережения Халливелла и социальные пособия. С 1957 года они работали порознь.
Недостаточность средств мешала паре купить жильё побольше. Наконец, в 1959 году им удалось получить достаточно денег для новой квартиры в районе Ислингтон в доме № 25 по Ноэл-роуд (Noel Road). Однако квартирка всё равно была маленькая, а так как она служила и местом работы для двух творческих людей, в их отношениях начало появляться напряжение.
Друзья развлекались тем, что брали из Центральной ислингтонской библиотеки книги (или просто воровали их) и делали на их обложках коллажи, чаще всего неприличные, после чего возвращали книги в библиотеку. Оба были ошеломлены, когда в сентябре 1962 года их арестовали, заставили заплатить штраф в 262 фунта и посадили в тюрьму на 6 месяцев. Ортон был убеждён, что они оказались в тюрьме не из-за причинённого ущерба (около 70 испорченных книг), а из-за своей гомосексуальности.
Тюрьма изменила их обоих, но по-разному. Халливелл стал подавленным и склонным к суициду. Ортон, напротив, вышел из тюрьмы с оптимистическим настроением. Изоляция от Халливелла позволила ему творчески освободиться. После возвращения домой он начал писать пьесы вместо романов. В скором времени «Би-би-си купила за 64 фунта его радиопьесу  Хулиган на лестнице», которая вскоре, 31 августа 1964 года, появилась в эфире.
На подъёме Ортон быстро написал новую пьесу — «Развлекая мистера Слоуна». Он отправил копию законченной пьесы одному из самых известных театральных агентов в городе, Пегги Рэмси. Впечатлившись чёрным юмором пьесы, она нашла режиссёра, который согласился её поставить . «Развлекая мистера Слоуна» шла сначала в театре «Arts Theatre», потом в Вест-Энде. Пьеса имела грандиозный успех и даже заняла первое место в рейтинге критиков как «Лучшая новая пьеса». К концу года пьеса попала на сцену Бродвея, правда, шла там уже не с таким успехом.
Ортон начал интенсивно работать. Он написал две телевизионные пьесы: «Хороший и преданный слуга» и «Лагерь Эрпингхэм» (обе не были поставлены в течение нескольких лет). Ортон также принимается за работу над следующей постановкой — чёрным фарсом под названием «Добыча». Он попросил режиссёра Майкла Кодрона, который ставил «Развлекая мистера Слоуна», поставить и «Добычу». Кодрон представил Ортона одному из своих друзей, Кеннету Уильямсу. Ортон и Уильямс нашли общий язык, и тот немедленно переписал «Добычу», чтобы для Уильямса появилась роль. Это было начало короткой, но продуктивной дружбы для Уильямса, который часто посещал Ортона и Халливелла и ездил с ними в отпуск.
Показ «Добычи» на сцене шёл не очень гладко. Одна половина публики была в восторге, а другая возмущена. Через несколько месяцев постановку сняли со сцены, и Ортон с Халливеллом отправились отдыхать в Танжер (Марокко). Поездка прошла удачно, но старые  трещины в отношениях пары стали только глубже. Халливелл позиционировал себя наставником Ортона, но  успехи последнего вызывали у него лишь негодование. Кроме того, Ортон никогда не скрывал от Халливелла свои многочисленные гомосексуальные приключения.
«Добычу» вновь начали ставить в начале 1966 года. Теперь, имея больше опыта, Джо немного урезал пьесу и сделал её менее абстрактной. Пьеса начала приносить большие деньги и получать множество театральных наград. Ортон продал права на экранизацию «Добычи» за большую сумму, хотя был уверен, что фильм станет провальным. Он оказался прав, но это был его настоящий триумф.
Когда две его ранее написанные пьесы вышли на Би-би-си,  имя Ортона стало известным каждой семье, а сам он — неотъемлемой частью британской сцены свингующих 60-х. Его популярность возросла настолько, что «Битлз» пригласили его написать для них сценарий, к которому он приступил с большим интересом. В это время Халливелл почувствовал себя окончательно брошенным, у него появились первые признаки депрессии. В 1967 году Ортон и Халливелл снова поехали в Северную Африку, но так поссорились, что вернулись через день по прибытии. Депрессия Кеннета быстро прогрессировала. Вернувшись в Великобританию, Ортон принялся за работу над другой пьесой — «Что видел дворецкий». Джо продолжал работать на большом подъёме, когда наступила трагическая развязка его отношений с Кеннетом.

## Убийство
Ночью 9 августа 1967 года Халливелл в приступе ярости и ревности девять раз ударил спящего Ортона молотком по голове. После этого Халливелл написал предсмертную записку, снял с себя окровавленную одежду и принял двадцать две таблетки барбитурата, запив их соком грейпфрута. Записка гласила:

If you read his diary, all will be explained. K.H.

P.S. Especially the latter part.

Если вы прочитаете его дневник, это вам всё объяснит. К. Х.

P.S. Особенно последнюю часть.
Позже находились свидетели, которые утверждали, что у Ортона был новый любовник и он хотел прекратить свои отношения с Халливеллом, но не знал, как сказать ему об этом.
Исследователи полагают, что Халливелл умер первым, так как, когда преступление обнаружилось, тело Ортона ещё было тёплым. Несмотря на трагический конец отношений партнёров, сестра и брат Джо и его агент Пегги Рэмси смешали пепел обоих и развеяли его на газоне крематория в Голдерс-Грин.

## Список произведений
Романы:
- "Head to Toe" (1961, опубликован в 1971)
- "Between Us Girls" (опубликован в 2001)
- "Lord Cucumber and The Boy Hairdresser" (в соавторстве с Халливеллом) (опубликован в 2001)

Пьесы:
- "Fred and Madge" (1959, опубликована в 2001)
- "The Visitors" (1961, опубликована в 2001)
- "Хулиган на лестнице" / "The Ruffian on the Stair" (1964)
- "Развлекая мистера Слоуна" / "Entertaining Mr Sloane" (1964)
- "Добрый и хороший слуга" / "The Good and Faithful Servant" (1965, первая постановка в 1967)
- "The Erpingham Camp" (1965, первая постановка в 1966)
- "Добыча" / "Loot" (1966)
- "Funeral Games" (1968)
- "Что видел дворецкий" / "What The Butler Saw" (1967, первая постановка в 1969)

## Памятные места
- На доме № 25 на Ноэл-роуд (25 Noel Road) в Лондоне, где жили Ортон и Халливелл, установлена мемориальная табличка.
- В Центральной ислингтонской библиотеке, которая находится в доме № 2 на Филдуэй-кресент (2 Fieldway Crescent), туристы могут посмотреть на цветные фотокопии книг, которые были «испорчены» Ортоном и Халливеллом и из-за которых оказались в тюрьме.
- Викторианские туалеты в районе Кэмден, которые посещал Джо Ортон в поисках партнёров для секса, обновлены как часть посвящённого ему мемориала.
- Также любимым местом Ортона был паб «Island Queen», находящийся в доме № 87 на Ноэл-роуд (87 Noel Road).

## В массовой культуре
- Фильм «Навострите ваши уши» с Гэри Олдменом и Альфредом Молина в главных ролях рассказывает о жизни и творчестве Джо Ортона.